# Les Trois Sergents
Pour plus de détails, voir Fiche technique et Distribution.
Les Trois Sergents (Sergeants 3) est un film américain réalisé par John Sturges, sorti en 1962.
C'est un film du Rat Pack.

## Synopsis
L'action se déroule à Medicine Bend, une bourgade sur les hauteurs montagneuses du Dakota. Attaquée par des Indiens, la personne chargée du télégraphe a le temps, avant sa mort, d'envoyer un message au fort McClelland. Le colonel Collingwood, le commandant du fort, envoie sur place une escouade dirigée par trois amis : les sergents Merry, Deal et Barrett. Un ancien esclave noir, qui souhaite s'engager dans l'U.S. Cavalry, les suit malgré l'interdiction qui lui en a été signifiée. Une fois arrivés à Medicine Bend, l'équipe ne trouve aucune trace des habitants et sont attaqués par les guerriers de Mountain Hawk.

## Fiche technique
- Titre : Les Trois Sergents
- Titre original : Sergeants 3
- Réalisation : John Sturges
- Scénario : W. R. Burnett
- Production : Howard W. Koch et Frank Sinatra
- Musique : Billy May
- Photographie : Winton C. Hoch et Carl E. Guthrie
- Directeur artistique : Frank Hotaling
- Décors de plateau : Victor Gangelin
- Montage : Ferris Webster
- Pays d'origine : États-Unis
- Format : Couleurs - 2,35:1 - Mono
- Genre : Comédie, western
- Durée : 112 minutes
- Date de sortie : 1962
- Affiche : Macario Gómez Quibus (Espagne)

## Distribution
- Frank Sinatra : Sergent Mike Merry
- Dean Martin : Sergent Chip Deal
- Sammy Davis Jr. : Jonah Williams
- Peter Lawford : Sergent Larry Barrett
- Joey Bishop : Sergent-Major Roger Boswell
- Henry Silva : Mountain Hawk
- Mickey Finn : Morton
- Madge Blake : Mrs. Parent
- Michael Pate : Watanka
- Richard Hale : White Eagle
- Richard Simmons : Colonel William Collingwood